# レイ・スコット (釣り人)
レイ・スコット（Ray Scott、1933年8月23日 - 2022年5月8日）は、アメリカ合衆国の釣り人。アラバマ州モンゴメリー出身。
保険外交官だった1967年6月5日、バスケットボールの試合をヒントに世界初のバストーナメントをアーカンソー州のビーバー湖で開催した。同年にはB.A.S.Sを設立し、バスフィッシングのプロスポーツ化に貢献している。